# Lampanyctodes
Lampanyctodes is een monotypisch geslacht van straalvinnige vissen uit de familie van de lantaarnvissen (Myctophidae) en de orde van lantaarnvisachtigen (Myctophiformes).

## Soort
- Lampanyctodes hectoris (Günther, 1876) – Lantaarnvis